# Гендерне самовираження
Гендерне самовираження, гендерне вираження, або гендерна презентація (англ. gender expression) — поняття, яке позначає те, як індивід відчуває та презентує свій гендер оточенню. Простими словами, гендерне самовираження означає зовнішню маніфестацію гендерної ідентичності та проявляється у власне зовнішніх соціальних манерах статі (наприклад, таких, як зовнішній вигляд, ім’я, мова, манера поведінки, одяг, аксесуари, т.п.), способах поведінки, а також участю в тих видах діяльності, які пов’язуються з певним гендером в конкретному культурному середовищі. 
Гендерне самовираження, як і ідентичність, не завжди збігаються зі статтю, визначеною при народженні. 
Разом ці обидва поняття входять до переліку заборонених основ для дискримінації у демократичних державах. 